# Cesarzowe Austrii
| # | Królowa/Książę Małżonek      | Wizerunek | Data i miejsce urodzenia  | Data i miejsce śmierci  | Czas rządów | Rodzice                                                              | Mąż                    |
| - | ---------------------------- | --------- | ------------------------- | ----------------------- | ----------- | -------------------------------------------------------------------- | ---------------------- |
| 1 | Maria Teresa Sycylijska      |           | 6 czerwca 1772 Cascais    | 13 kwietnia 1807 Wiedeń | 1804-1807   | Ferdynand I Sycylijski Maria Karolina Austriacka                     | Franciszek II Habsburg |
| 2 | Maria Ludwika Habsburg-Este  |           | 14 grudnia 1787 Monza     | 7 kwietnia 1816 Werona  | 1808-1816   | Ferdynand Habsburg Marię Beatryczę d’Este                            | Franciszek II Habsburg |
| 3 | Karolina Augusta Wittelsbach |           | 8 lutego 1792 Mannheim    | 9 lutego 1873 Wiedeń    | 1816-1835   | Maksymilian I Józef Wittelsbach Augusta Wilhelmina z Hesji-Darmstadt | Franciszek II Habsburg |
| 4 | Maria Anna Sabaudzka         |           | 19 września 1803 Rzym     | 4 maja 1884 Praga       | 1835-1848   | Wiktor Emanuel I Maria Teresa Habsburg-Este                          | Ferdynand I Habsburg   |
| 5 | Elżbieta Bawarska            |           | 24 grudnia 1837 Monachium | 10 września 1898 Genewa | 1854-1898   | Maksymilian Bawarski Ludwika Wilhelmina Wittelsbach                  | Franciszek Józef I     |
| 6 | Zyta Burbon-Parmeńska        |           | 9 maja 1892 Viareggio     | 14 marca 1989 Zizers    | 1916-1918   | Robert I Parmeński Maria Antonina Portugalska                        | Karol I Habsburg       |